# Merrill Q. Sharpe

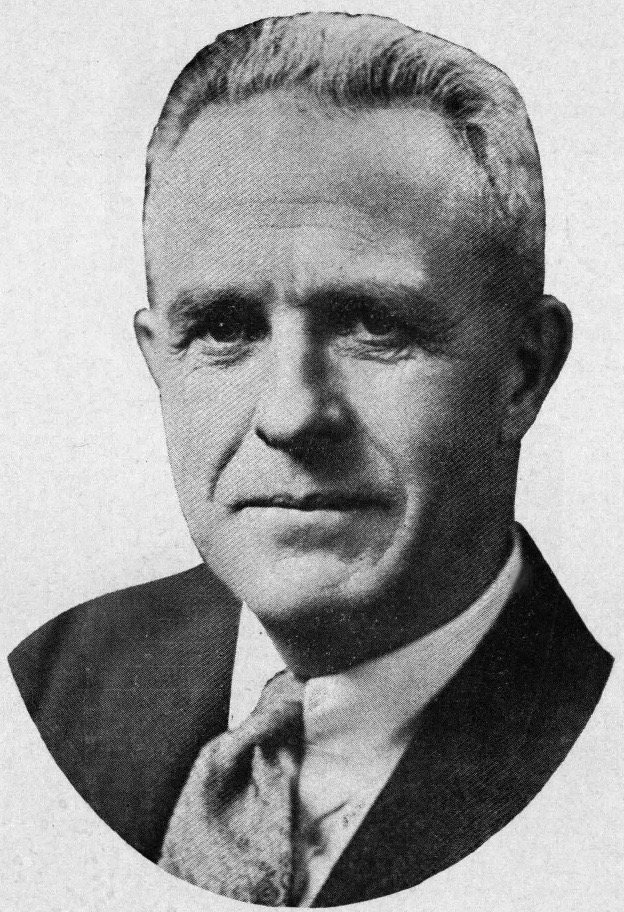
Merrill Q. Sharpe.

Merrill (eller Merrell) Quentin Sharpe, född 11 januari 1888 i Marysville, Kansas, död 22 januari 1962 i Kennebec, South Dakota, var en amerikansk republikansk politiker. Han var den 17:e guvernören i delstaten South Dakota 1943-1947.
Sharpe avlade juristexamen vid University of South Dakota och arbetade som åklagare för Lyman County 1916-1920. Han var delstatens justitieminister (South Dakota Attorney General) 1929-1933.
Sharpe kandiderade till en tredje mandatperiod som guvernör men förlorade 1946 i republikanernas primärval mot George T. Mickelson.